# Christa Stubnick
Christa Stubnick (geborene Seliger, verheiratete Fischer; * 12. Dezember 1933 in Gardelegen, Altmark; † 13. Mai 2021 in Borken) war eine deutsche Sprinterin, die 1956 in Melbourne zwei olympische Silbermedaillen gewann.

## Leben
Die Tochter eines Arbeitersportlers und Krankenpflegers erlernte den Beruf einer Stenotypistin. 1951 erkannte der Leichtathletiktrainer Max Schommler ihr Talent und holte sie von Lok Stendal zur SV Deutsche Volkspolizei Potsdam. Im Sportclub der Deutschen Volkspolizei hatte Christa dann alle Voraussetzungen, sich zu einer Weltklassesprinterin zu entwickeln. Ostern 1954 heiratete sie den DDR-Meister im Schwergewichtsboxen Erich Stubnick und lebte bis 1966 in Dresden. Nach ihrer Scheidung ging sie 1967 nach Magdeburg, wo die nunmehrige Christa Fischer Leiterin einer Meldestelle des Volkspolizeikreisamtes (VPKA), zuletzt mit dem Dienstgrad Major war.

## Sportkarriere
Bei den Olympischen Spielen 1956 in Melbourne startete sie in einer gemeinsamen deutschen Mannschaft für die DDR. Im 100-Meter-Lauf gewann sie die Silbermedaille in 11,7 s – zwischen den beiden Australierinnen Betty Cuthbert (Gold) und Marlene Mathews (Bronze). Im 200-Meter-Lauf wurde sie in 23,7 s ebenfalls Zweite. Mit der 4-mal-100-Meter-Staffel kam sie auf den sechsten Platz (47,2 s).
Bei den Europameisterschaften 1958 in Stockholm wurde sie Dritte über 100 Meter (11,8 s) und Fünfte über 200 Meter (25,7 s). Ab 1953 lief sie zahlreiche Rekorde, darunter auch Staffel-Weltrekorde. Ihr erster spektakulärer Rekord war die Egalisierung des 19 Jahre alten 200-Meter-Europarekordes der Polin Stanislawa Walasiewicz am 7. August 1954 in Budapest.
Am 30. Mai 1955 verbesserte sie den deutschen Rekord über 100 Meter in Erfurt auf 11,6 s und am 30. Juni 1956 in Berlin nochmals auf die Europarekordzeit von 11,5 s (gleiche Zeit am 30. September 1956 in Dresden). Über 200 Meter verbesserte sie den deutschen Rekord am 8. August 1953 auf 23,9 s und am 9. September 1956 auf die Europarekordzeit von 23,5 s. 1956 lief sie in der Mannschaft der 4-mal-100-Meter-Staffel drei Weltrekorde, zuletzt beim olympischen Vorlauf 44,9 s am 1. Dezember 1956 in Melbourne (zusammen mit Maria Sander, Gisela Köhler und Bärbel Mayer).
Christa Stubnick war 1,60 m groß und wog in ihrer aktiven Zeit 52 kg. 1953 wurde sie unter ihrem Geburtsnamen Christa Seliger zur deutschen Sportlerin des Jahres gewählt. 1971 beendete sie ihre Sportlerlaufbahn.